# الکساندار بونچف
الکساندار بونچف (انگلیسی: Alexandar Bonchev؛ زادهٔ ۳۰ نوامبر ۱۹۶۵) بازیکن فوتبال اهل بلغارستان است.
از باشگاه‌هایی که در آن بازی کرده است می‌توان به باشگاه فوتبال دویسبورگ، باشگاه فوتبال کارل زایس ینا، باشگاه فوتبال لفسکی صوفیه، و باشگاه فوتبال دارمشتات ۹۸ اشاره کرد.